# Nguyễn Hồng Thạch
Nguyễn Hồng Thạch là một nhà ngoại giao Việt Nam; Đại sứ đặc mệnh toàn quyền Việt Nam tại Ukraina và Moldova từ năm 2020.

## Quá trình công tác
Năm 1987, ông tốt nghiệp Học viện Quan hệ Quốc tế Quốc gia Matxcova. Năm 1997, ông nhận bằng thạc sĩ tại Đại học Quốc gia Úc. Năm 2000, ông nhận bằng Tiến sĩ tại Đại học New South Wales, Úc.
Từ năm 1990 đến 1995, ông là phóng viên và biên tập viên của Tạp chí Quan hệ Quốc tế, Bộ Ngoại giao Việt Nam.
Năm 2000-2002 ông là nhân viên Vụ Chính sách Đối ngoại Bộ Ngoại giao Việt Nam.
Từ 2002 đến 2005 - Trưởng Ban Biên tập, Phó Tổng Biên tập Báo Hòa bình và Việt Nam của Bộ Ngoại giao Việt Nam.
2005-2006 - Phó Vụ trưởng, Phó Trưởng khoa Nghiên cứu Lịch sử Ngoại giao, Bộ Ngoại giao Việt Nam.
Từ năm 2007 đến năm 2010, ông là cố vấn cho Đại sứ quán Việt Nam tại Hoa Kỳ.
Năm 2010-2011 - Phó Vụ trưởng Vụ Đông Nam Á - Nam Thái Bình Dương, Bộ Ngoại giao Việt Nam.
Năm 2011-2014 - Vụ trưởng Vụ Tổng hợp và Nghiên cứu của Ban Đối ngoại Trung ương.
Năm 2014-2018 - Đại sứ đặc mệnh toàn quyền nước Cộng hòa xã hội chủ nghĩa Việt Nam tại Cộng hòa Hồi giáo Iran, đồng thời được công nhận tại Syria và Iraq.
Năm 2018-2020, ông là Tổng biên tập Tạp chí Đối ngoại của Ban Đối ngoại Trung ương Đảng.
Từ tháng 12 năm 2020 - Đại sứ đặc mệnh toàn quyền nước Cộng hòa xã hội chủ nghĩa Việt Nam tại Kyiv (Ukraina) và Moldova.
Ngày 16 tháng 12 năm 2020 - trình bản sao giấy ủy nhiệm cho Thứ trưởng Bộ Ngoại giao Ukraine Yevhen Yenin.
Ngày 4 tháng 3 năm 2021 - trình giấy ủy nhiệm của mình cho Tổng thống Ukraina Volodymyr Zelensky.